# Ли, Сергей Георгиевич
Сергей Георгиевич Ли (позывной — Брюс; 13 мая 1964, Волгоград — 9 октября 2023, Запорожская область) — украинский военнослужащий, полковник, участник российско-украинской войны. Герой Украины (2024, посмертно).

## Биография
Родился в Волгограде в семье корейца и русской. В 17 лет поступил в Сумское высшее артиллерийское командное училище, затем окончил Национальный университет обороны Украины. В 1998 году возглавил ракетную бригаду, в 2014 году получил звание полковника. После выхода на пенсию занимался бизнесом.
С началом полномасштабного вторжения России в Украину в 2022 году вернулся на службу. Был заместителем командира 85-го батальона территориальной обороны, ответственным за боевую подготовку. В июле 2023 года получил ранение, но продолжил службу.
Погиб 9 октября 2023 года в стрелковом бою на Запорожском направлении во время выполнения боевого задания. Похоронен 13 октября 2023 года в селе Великие Млыновцы Кременецкого района Тернопольской области.

## Награды
- Звание «Герой Украины» с удостоением ордена «Золотая Звезда» (15 июля 2024, посмертно) — за личное мужество и героизм, проявленные в защите государственного суверенитета и территориальной целостности Украины, верность военной присяге[2].